# Assembleia Parlamentar da Organização para a Segurança e Cooperação na Europa
A Assembleia Parlamentar da Organização para a Segurança e Cooperação na Europa (AP OSCE) é uma instituição parte da OSCE. A principal missão da Assembleia, composta por 323 membros, é a promoção do diálogo interparlamentário, um aspecto-chave no esforço global para enfrentar os desafios da democracia no seio dos seus 57 Estados Participantes, da América do Norte e Eurásia. 
Reconhecida como um acordo regional ao abrigo da Carta das Nações Unidas, a OSCE constitui um instrumento fundamental para a deteção e prevenção de conflitos, a gestão de crises e a reabilitação pós-conflito. A Assembleia Parlamentar é a mais antiga instituição da OSCE, criada pela Carta de Paris em 1990 procura promover uma maior participação activa por parte dos parlamentos nacionais no âmbito das actividades da OSCE.

## Estrutura
Os membros da Assembleia Parlamentar agem como representantes dos seus parlamentos nacionais, reunindo várias vezes por ano para debater questões relativas ao objectivo central da OSCE. 
As principais estruturas da Assembleia Parlamentar são a Comissão Permanente que reúne os Presidentes de Delegação e o Bureau, que reúne o Presidente, os Vice-Presidentes, o Tesoureiro, o Presidente Emeritus e os Presidentes, Vice-Presidentes e Relatores das três Comissões Gerais.
A Assembleia reúne três vezes por ano em plenário: durante a Sessão Anual que decorre em julho; na Sessão de Inverno, que tem lugar em fevereiro; e nas Reuniões de Outono que decorrem em setembro/outubro. A Comissão Permanente e o Bureau reúnem três e quatro vezes por ano, respectivamente. A última reunião anual do Bureau decorre em simultâneo com o Conselho Ministerial da OSCE (em dezembro), órgão perante o qual também discursa o Presidente da Assembleia Parlamentar. 
No decorrer da Sessão Anual, o plenário da Assembleia Parlamentar adopta uma Declaração Final que aborda assuntos relevantes da actualidade política, económica ou humana. 
Durante a Sessão de Inverno as três Comissões Gerais reúnem – em conjunto e em separado – para debater o seguimento dado às resoluções aprovadas durante a Sessão Anual anterior e para preparar a próxima Sessão Anual. 
As Reuniões de Outono destinam-se sobretudo à realização do Fórum do Mediterrâneo e a uma Conferência sobre um tema da actualidade. Para além das discussões em plenário e nas Comissões, a Sessão Anual também é o palco privilegiado para analisar as acções da OSCE ao longo do último ano. Assim, o Presidente-em-Exercício e o Secretário-Geral da OSCE, o Alto Comissário para as Minorias Étnicas, o Representante para a Liberdade dos Media e o Director do Gabinete para as Instituições Democráticas e Direitos Humanos, para além de usarem da palavra perante o plenário da Assembleia Parlamentar, são questionados pelos parlamentares acerca das suas actividades enquanto titulares de instituições da OSCE.

### Comissões
A Comissão Permanente é composta pelos Chefes de Delegação e Membros do Bureau e tem como principais funções a aprovação do orçamento, a nomeação do Secretário Geral e a liderança dos trabalhos da Assembleia Parlamentar.
A Declaração de Madrid estabeleceu a constituição de três Comissões Gerais, na linha dos três princípios de Helsínquia. São estas três Comissões que ainda permanecem em funcionamento no seio da Assembleia Parlamentar:
- Comissão para os Assuntos Políticos e Segurança;[8]

- Comissão para os Assuntos Económicos, Ciência, Tecnologia e Ambiente;[9]

- Comissão para a Democracia, Direitos Humanos e Questões Humanitárias; [10]

A principal tarefa dessas comissões é o debate, e a aprovação, de resoluções, nas suas áreas específicas de actuação, durante a Sessão Anual, as quais serão postas à consideração do plenário da Assembleia. As resoluções aprovadas integrarão a Declaração Final que sai de cada uma das Sessões Anuais. A votação das resoluções, respectivas emendas, e da Declaração Final é feita por maioria. 
Para além das três Comissões Gerais, foram também criadas Comissões AdHoc que vão debruçar-se sobre determinadas áreas ou assuntos os quais, pela sua especificidade, merecem uma especial atenção. Existem ainda os chamados Representantes Especiais que se dedicam a uma matéria/região específica.

### Comissões Especiais
A AP OSCE criou várias outras comissões e grupos para tratar de questões ou áreas específicas que podem beneficiar de uma maior atenção por parte dos deputados. Assim, a Comissão Permanente aprovou a criação de órgãos para trabalhar em problemas na Bielorrússia e Moldávia, bem como para responder à necessidade de uma maior transparência e prestação de contas na OSCE.

### Representantes Especiais
Nomeados pelo Presidente, os Representantes Especiais cobrem temas de particular interesse para o trabalho da Assembleia Parlamentar, como, Questões de Género, Tráfico de Seres Humanos, Afeganistão, Europa do Sul e Leste, Orçamento da OSCE, a Luta Contra o Terrorismo, a Região do Mar Báltico e ainda Antisemitismo, Racismo e Intolerância.

## O Secretariado Internacional
Sob a direcção do Secretário-Geral, o Secretariado Internacional assiste o Presidente na direcção dos trabalhos da Assembleia e na organização de todas as reuniões, missões de observação eleitoral e visitas diplomáticas. 
O secretariado Internacional é composto por 18 funcionários permanentes e 8 bolseiros de investigação repartidos entre a Sede, disponibilizada pelo Parlamento Dinamarquês, em Copenhaga e o Gabinete de Coordenação em Viena.
A Sede e o Gabinete de Coordenação funcionam como missões diplomáticas internacionais. Os representantes do Gabinete de Coordenação participam nas reuniões da estrutura executive da OSCE, incluindo reuniões ordinárias do Conselho Permanente. 
O Secretariado serve como um elo de comunicação entre as delegações nacionais e as instituições da OSCE e como centro de informações para os membros da Assembleia Parlamentar e público em geral.

## Presidente da Assembleia Parlamentar da OSCE
No decurso de cada sessão anual da Assembleia Parlamentar da OSCE, é eleito um presidente que atua como o mais alto representante da Assembleia. As suas funções includem a nomeação de representantes especiais, a recomendação ao Presidente dos chefes de missões de observação eleitoral da OSCE e ainda preside as reuniões da Assembleia. O presidente é eleito por um ano e pode ser reeleito para um segundo mandato.
Em junho de 2014, em Baku, Illka Kanerva (Finlândia) foi eleito como Presidente da Assembleia Parlamentar. Ele foi reeleito em julho de 2015. Kanerva é a primeira pessoa a ser Presidente da OSCE PA e Presidente em exercício da OSCE (2008) na história da Organização.
Eleito pela primeira vez como deputado em 1975 pelo Parlamento finlandês, Kanerva actuou entratnto em cargos de alta responsabilidade, como Ministro das Finanças, Ministro dos Transportes, Vice-Primeiro Ministro, Ministro dos Negócios Estrangeiros, Vice-Presidente do Parlamento e Presidente da Comissão parlamentar de defesa.
Kanerva liderou a delegação finlandesa para a PA OSCE entre 2003-2007 e novamente desde 2008. Eleito vice-presidente da Assembleia em 2013, ele foi também membro da Subcomissão de regras de procedimento da PA OSCE e co-presidente do Projeto PA OSCE Helsinquia + 40.

## Secretário-Geral da PA OSCE

### Responsabilidades Gerais
O Secretário-Geral assume a responsabilidade global pela gestão dos assuntos da Assembleia no sentido de garantir a eficácia do Secretariado, a supervisão dos escritórios em Copenhaga e Viena, e ainda a execução das decisões da Mesa, da Comissão Permanente e da Assembleia. Durante as sessões anuais da Assembleia, assim como em outras reuniões, o Secretário-Geral reporta ao Presidente, à Mesa e à Comissão Permanente.
O Secretário-Geral nomeia e dirige os membros do Secretariado, trabalhando com o tesoureiro na preparação e administração do orçamento da Assembleia. Juntamente com o Tesoureiro, é ainda responsável pela gestão dos recursos financeiros da Assembleia.
Agindo ainda como representate da Assembleia durante as diferentes reuniões da OSCE e outras reuniões oficiais e funções, o  Secretário-Geral mantém contactos regulares com os membros da Mesa, os presidentes e secretários das delegações, e membros de outras instituições da OSCE. Ele comunica regularmente com os secretários gerais de outros organismos interparlamentares.

## Missões de Observação Eleitoral
Mais de 5000 deputados da OSCE observaram mais de 130 actos eleitorais desde 1993. Este programa permite que os parlamentares dos Estados Participantes exerçam uma função de fiscalização em eleições que decorram em países com democracias recentes ou pouco consolidadas. A maioria das missões de observação tem lugar no espaço da antiga URSS e nos Balcãs. Estas missões são organizadas em conjunto pela AP OSCE e pelo Gabinete para as Instituições Democráticas e Direitos Humanos (ODIHR) da OSCE.
Nos últimos anos a AP OSCE iniciou também a observação de eleições a “oeste de Viena” (EUA e Reino Unido são o exemplo mais óbvio) com o duplo objectivo de equilibrar as suas actividades de monitorização e permitir aos parlamentares das democracias mais recentes uma experiência pedagógica que lhes permita observar in loco o funcionamento do processo eleitoral em democracias estáveis. 

## Participação da Assembleia da República
A Assembleia da República participa nos trabalhos da Assembleia Parlamentar da OSCE desde 1992, data em que se realizou a primeira Sessão Anual. Desde essa altura que o Parlamento português – à semelhança dos outros Parlamentos membros – paga uma quota anual que, actualmente, corresponde a 0.98% do valor total das contribuições recebidas pela Assembleia Parlamentar. Portugal tem direito a um total de 6 votos em plenário (e dois por Comissão Geral). Os membros da delegação são eleitos pelo plenário da Assembleia da República – pelo período da legislatura – em lista fechada, de acordo com a votação obtida pelos vários partidos nas últimas eleições legislativas. 

### Delegação Permanente portuguesa na AP OSCE
- Deputado Adão Silva - Líder da Delegação
- Deputada Isabel Santos (PS) - Presidente da Comissão para a Democracia, Direitos Humanos e Questões Humanitárias
- Deputada Nilza de Sena (PSD) - Vice-Presidente da Comissão para os Assuntos Económicos, Ciência, Tecnologia e Ambiente
- Deputada Carla Rodrigues (PSD) - Membro da Delegação
- Deputado Miguel Santos (PSD) - Membro da Delegação[18]

### Deputados portugueses com cargos dirigentes na AP OSCE
- Deputada Maria Santos (PS) - Vice-Presidente da Comissão para os Assuntos Económicos, Ciência, Tecnologia e Ambiente (2004-2005).
- Deputado João Soares (PS) - Vice-Presidente da AP OSCE (2006-2008); Presidente da AP OSCE (2008-2010);
- Presidente Emeritus da AP OSCE (2010-2012);
- Representante Especial para o Cáucaso (2011-2015);
- Presidente da subcomissão para o Regimento (2012-2015).
- Deputada Isabel Santos (PS) - Vice-Presidente da Comissão para a Democracia, Direitos Humanos e Questões Humanitárias (2012-2013);
- Presidente da Comissão para a Democracia, Direitos Humanos e Questões Humanitárias (desde 2013).
- Deputada Nilza Sena (PSD) - Vice-Presidente da Comissão para os Assuntos Económicos, Ciência, Tecnologia e Ambiente (desde 2013).

## Presidentes, Vice-Presidentes e Secretários Gerais
| Presidentes - Ilkka Kanerva 2014- - Ranko Krivokapić (2013-2014) - Wolfgang Grossruck (2013) - Riccardo Migliori (2012-2013) - Petros Efthymiou (2010-2012) - João Soares (2008-2010) - Goran Lennmarker (2006-2008) - Alcee L. Hastings (2004-2006) - Bruce George (2002-2004) - Adrian Severin (2000-2002) - Helle Degn (1998-2000) - Javier Ruperez (1996-1998) - Frank Swaelen (1994-1996) - Ilkka Suominen (1992-1994) |  | Actuais Vice-Presidentes - Kent Harstedt (Suécia) - Christine Muttonen (Áustria) - Alain Neri (França) - Lord Peter Bowness (Reino Unido) - Robert Aderholt (Estados Unidos) - George Tsereteli (Geórgia) - Roberto Battelli (Eslovénia) - Vilija Aleknaite Abramikiene (Lituânia) |  | Secretários Gerais - Robert Spencer Oliver (1992-2015) - Roberto Montella (2016-Actualidade) |